# Minoru Arakawa
Minoru Arakawa (japanisch 荒川 實 Arakawa Minoru; geboren am 3. September 1946 in Kyoto, Japan) ist ein japanischer Unternehmer. Er gründete die US-amerikanische Nintendo of America, war lange Zeit deren Geschäftsführer und Mitgründer von Tetris Online Inc.

## Leben
Minoru Arakawa war der zweite Sohn von Waichiro Arakawa and Michi Ishihara. Waichiro war als Manager beim Bekleidungsunternehmen Arakawa beschäftigt. Man sagte ihm nach, dass er sich mehr für gute Beziehungen zu den Kunden als um Profitoptimierung kümmerte. Michi war Künstlerin. Die Familie galt als reich; ihr Grundstück nahm ein Fünftel der Innenstadt von Kyoto ein.
1964 begann Minoru Arakawa mit dem Studium des Bauingenieurwesens an der Universität Kyōto und machte seinen Abschluss 1969. Nach dem Umzug nach Boston 1971 ging er ans MIT und schloss dort ein Jahr später mit seinem zweiten Master ab. Bei einer Weihnachtsparty in Kyoto lernte er die Tochter des Nintendo-Präsidenten Hiroshi Yamauchi kennen, Yoko Yamauchi. Die beiden heirateten 1973. Die kleine Familie zog 1977 nach Vancouver. 1980 eröffnete Minoru Arakawa in Manhattan auf den Wunsch des Nintendo-Chefs eine erste Niederlassung des japanischen Spieleunternehmens, das mit Spielkarten begonnen hatte und nun die Bedeutung der Computer wahrnahm.
Der erste Titel, den Arakawa von Japan in die USA importierte und für den dortigen Markt konfektionierte, war das Spielhallen-Computerspiel Radar Scope. Die erheblichen Investitionen dafür zahlten sich nicht aus, das Konsolenspiel wurde ein Flop. Von den mit mehreren Monaten verzögert aus Japan eintreffenden 3000 Maschinen wurden nur 1000 verkauft. Arakawa setzte des Restkapital von Nintendo of America ein, um ein kleines Team ein Spiel programmieren und designen zu lassen, das die verbleibenden 2000 Konsolen füllte und dem US-Markt besser entsprach. Heraus kam ein für damalige Verhältnisse sensationeller Erfolg: Donkey Kong. Einer der Helden des Spiels war Mario – in Anlehnung an Mario Segale, Arakawas Vermieter in New York.
Minoru Arakawa führte Nintendo zum Erfolg in den USA und mit dem Game Boy 1990 auch in Europa. Sein Gespür für die unterschiedlichen Kulturen war dafür ausschlaggebend. 1992 sagte er in einem Interview mit dem Zündfunk im Bayerischen Rundfunk, dass er in die Firma Nintendo „hineingeheiratet“ habe. Sein Schwiegervater Hiroshi Yamauchi war der dritte Präsident in der langen Geschichte von Nintendo.
2006 gründete Minoru Arakawa zusammen mit dem Tetris-Erfinder Alexej Pajitnow die Tetris Online Inc., die für diverse Spiele für Nintendo DS, Wii, iOS und Facebook zuständig war. 2013 ging Arakawa in Ruhestand. Er lebt in Honolulu.